# Wapen van Rilland-Bath

Wapen van Rilland-Bath

Het wapen van Rilland-Bath kent twee beschrijvingen. De eerste werd op 22 januari 1886 verleend door de Hoge Raad van Adel aan de Zeeuwse gemeente Rilland-Bath. De tweede werd op 24 november 1966 verleend. In 1970 ging Rilland-Bath op in gemeente Reimerswaal. Het wapen van Rilland-Bath is daardoor komen te vervallen als gemeentewapen.

## Blazoenering
De blazoenering van het eerste wapen per 1886 luidde als volgt:
Doorsneden, bevattende het bovendeel een veld van sabel met een linkerschuinbalk van zilver; het benedendeel gedeeld, bevattende het rechterdeel een veld van goud met een balk van sabel vergezeld van eene kuip van dezelfde kleur, onder de balk een boom met een duifje ter weerszijden van den wortel, alles in natuurlijke kleur; en het linkerdeel van lazuur met 6 St.Jacobsschelpen van zilver, geplaatst drie, twee en een.
De blazoenering van het tweede wapen per 1966 luidde als volgt:
Doorsneden; I. In sabel een linkerschuinbalk van zilver; II. Gedeeld; a. In goud een dwarsbalk van sabel, waarop een kuip van hetzelfde en beneden vergezeld van een boom, aan weerszijden van de wortels een duif, alles van natuurlijke kleur; b. In azuur zes St.Jacobsschelpen van zilver, geplaatst 3, 2 en 1. Het schild gedekt met een gouden kroon van drie bladeren en twee paarlen.
De heraldische kleuren zijn sabel (zwart), zilver (wit), goud (goud of geel), lazuur of azuur (blauw) en de natuurlijke kleuren van de opgenomen figuren. Het gaat hier om hetzelfde wapen, maar anders beschrijven en bovendien wordt in de tweede beschrijving gerept over een gravenkroon.

In de heraldiek zijn links en rechts gezien van achter het schild; voor de toeschouwer zijn de termen links en rechts dus verwisseld.

## Geschiedenis
Het wapen is een combinatie van de wapens van Bath, Maire en Rilland. Voor de verklaring van de betreffende wapens, zie aldaar.

## Verwante wapens

Wapen van Bath
Wapen van Maire
Wapen van Rilland